# خایمه ارناندس
خایمه ارناندس (اسپانیایی: Jaime Hernández‎؛ زادهٔ ۱۸ ژانویهٔ ۱۹۷۲ ‏(۵۳ سال)) دوچرخه‌سوار اهل اسپانیا است. وی در مسابقات تور دو فرانس شرکت کرده است.